# 李明先 (1945年)
李明先（1945年1月—），男，汉族，山东蓬莱人，中华人民共和国政治人物，曾任中共菏泽地委书记，山东省人大常委会副主任，第七、八届全国人大代表。